# Filipy (województwo podlaskie)

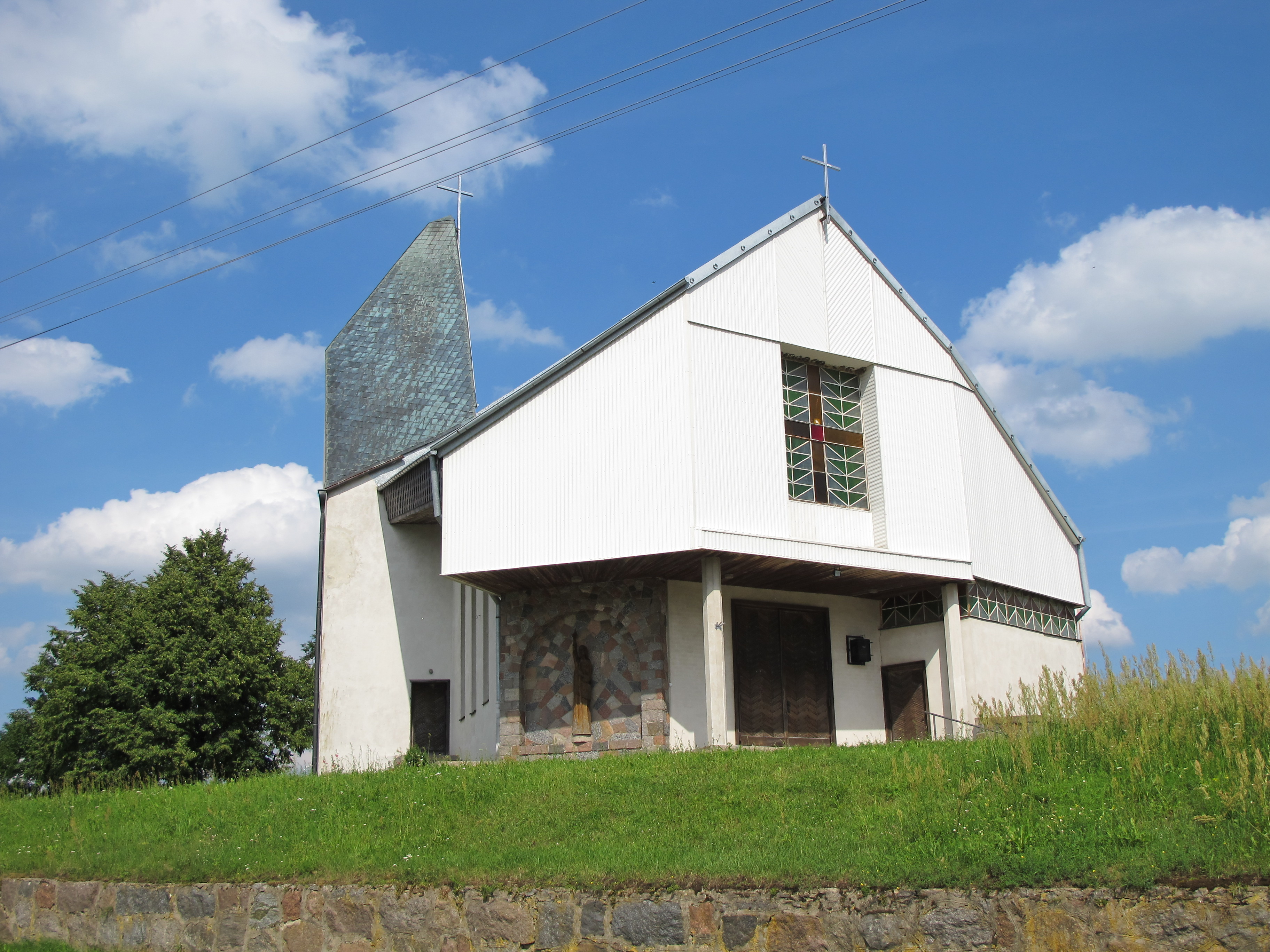
Kaplica pw. Narodzenia św. Jana Chrzciciela

Filipy – wieś w Polsce położona w województwie podlaskim, w powiecie bielskim, w gminie Wyszki.
W latach 1975–1998 miejscowość administracyjnie należała do województwa białostockiego.
W 1916 w Filipach urodził się ks. Stanisław Falkowski, Sprawiedliwy wśród Narodów Świata.
Wierni kościoła rzymskokatolickiego należą do parafii św. Stanisława w Topczewie. We wsi jest kaplica Narodzenia św. Jana Chrzciciela.